# Olapa nuda
Olapa nuda är en fjärilsart som beskrevs av Holland 1897. Olapa nuda ingår i släktet Olapa och familjen tofsspinnare. Inga underarter finns listade i Catalogue of Life.